# فلسفة الإصلاح الزراعي (المكسيك)
لعبت فلسفة الإصلاح الزراعي في المكسيك (بالإسبانية: Agrarismo)‏ دورًا مهمًا قبل وأثناء وبعد الثورة المكسيكية بوصفها حركة سياسية واجتماعية تُطالب بتوزيع عادل للأراضي الزراعية. وُرسخت هذه الفلسفة ضمن نضالات الثورة والتي أدت إلى إصدار الدستور السياسي للولايات المكسيكية المتحدة، حيث أنشئت إحدى مواده أسس الإصلاح الزراعي.